# Gmach Sądu Rejonowego przy placu Wolności 10 w Katowicach
Gmach Sądu Rejonowego przy placu Wolności 10 w Katowicach − pierwotnie willa z ogrodem, wzniesiona w latach 1907–1909 w Katowicach przy placu Wolności 10, wpisany do rejestru zabytków nieruchomych województwa śląskiego.

## Historia

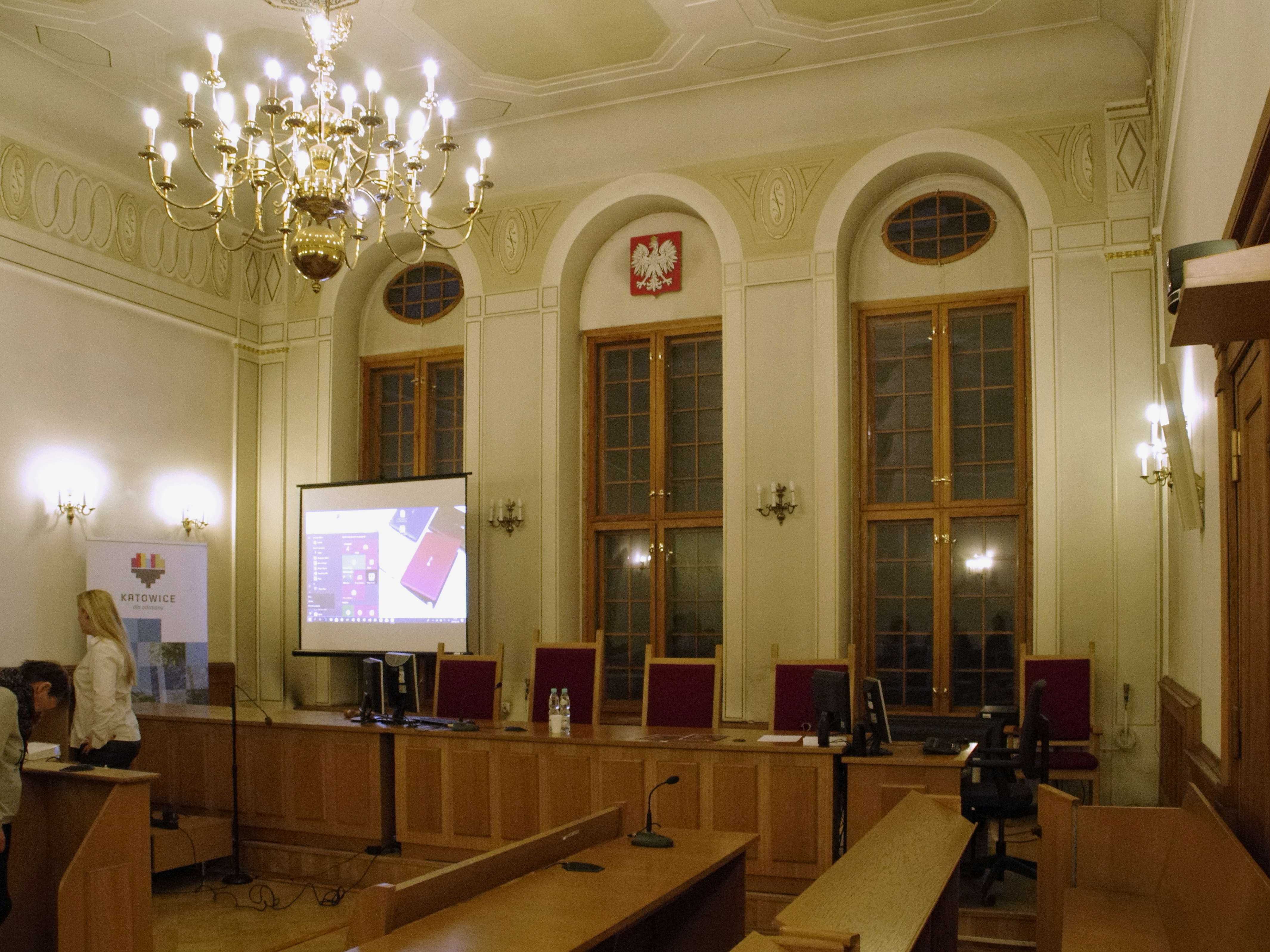
Wnętrze największej sali na pierwszym piętrze (2019)

Budynek został wzniesiony w latach 1907−1909 w stylu eklektyzmu z elementami neobaroku według projektu Friedricha Storcka i Johannesa Riese z 1907 roku; była to pierwotnie willa Prezydentów Dyrekcji w Katowicach Królewsko-Pruskich Kolei Żelaznych (Pruskich Kolei Państwowych / Królewsko-Pruskich Państwowych Kolei Żelaznych), w której znajdowały się dwa mieszkania: na piętrze dla prezydenta, a na parterze dla członka zarządu dyrekcji kolei, na poddaszu urządzono pokoje dla służby. Mieszkali w nim Prezydenci Dyrekcji Kolei w Katowicach: Franz Dorner (w latach 1907–1909), Richard Sarre (1910–1912), Karl Steinbiss (1912–1919) oraz Wilhelm Schumacher (1919–1922).
W 1922 roku willa została zaadaptowana na potrzeby siedziby sądu apelacyjnego. W dwudziestoleciu międzywojennym w budynku swoją siedzibę miał tenże Sąd Apelacyjny i Prokuratura Sądu Apelacyjnego. W 1927 w jego wnętrzu odsłonięto pamiątkową tablicę, poświęconą Feliksowi Bocheńskiemu − pierwszemu prezesowi katowickiego Sądu Apelacyjnego.
Budynek wpisano do rejestru zabytków 30 grudnia 1991 (nr rej.: A/1455/91, A/637/2020); granice ochrony obejmują cały budynek wraz z najbliższym otoczeniem w ramach działek. W latach 1929−1932 willę przebudowała firma budowlana Brunona Iwańskiego. Obecnie w budynku mieści się Pion Karny Sądu Rejonowego Katowice−Zachód.